# ألبرت هبيز
ألبرت هبيز (بالإنجليزية: Albert Hibbs)‏ هو رياضياتي أمريكي، ولد في 19 أكتوبر 1924، وتوفي في 24 فبراير 2003.

## وصلات خارجية
- ألبرت هبيز على موقع ميوزك برينز (الإنجليزية)